# L'eterna catena
L'eterna catena é um filme italiano de 1952, do gênero drama, dirigido por Anton Giulio Majano.

## Elenco
- Marcello Mastroianni.... Walter Ronchi
- Gianna Maria Canale.... Maria Raneri
- Marco Vicario.... Sandro Ronchi
- Leda Gloria.... Dona Teresa, mãe de Maria
- Umberto Spadaro.... marechal da Legião Estrangeira
- Carlo Croccolo.... Peppino
- Aldo Nicodemi.... Filippo Lanza
- Olinto Cristina.... Maestro Vallini